# Luksus

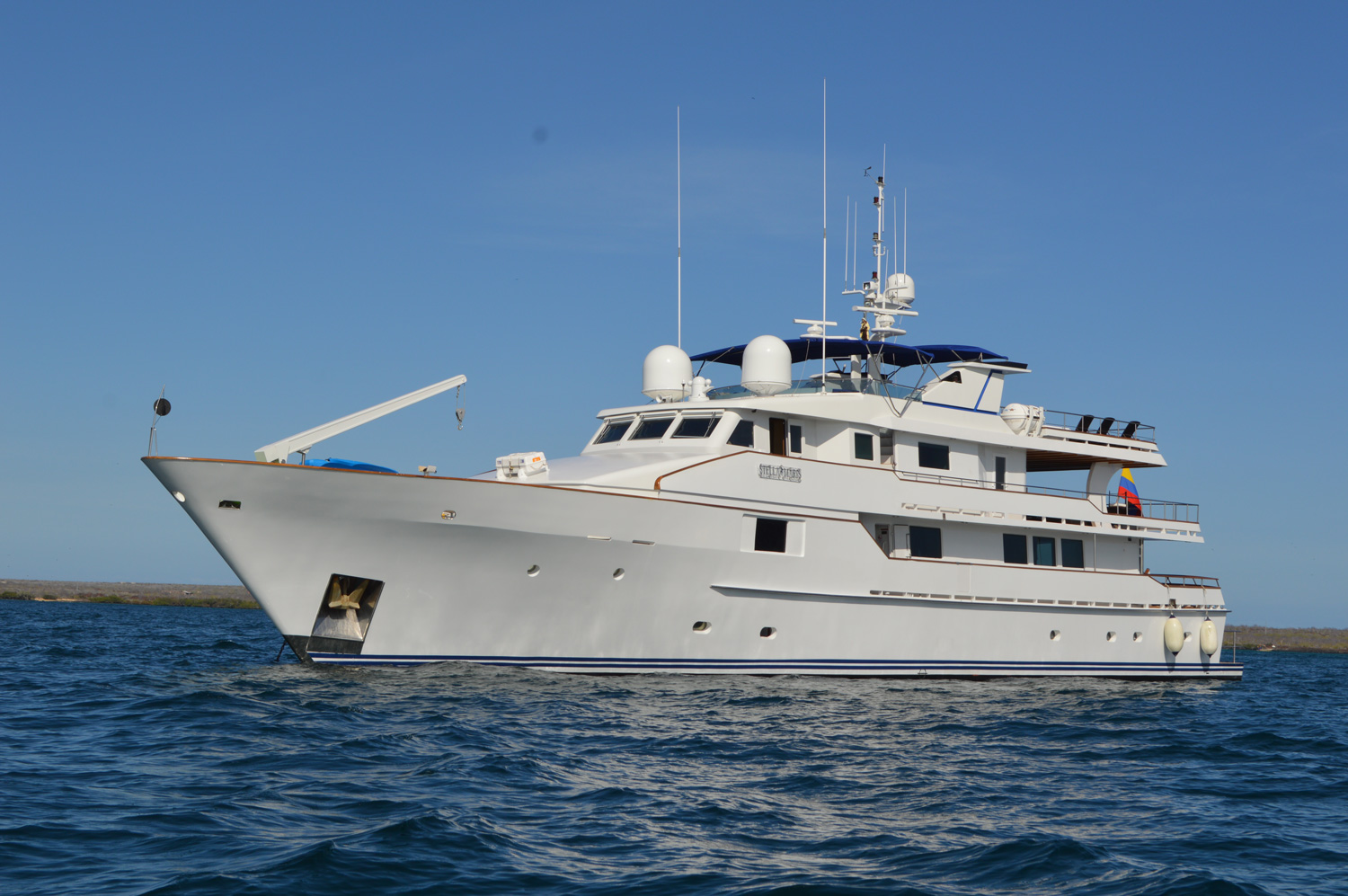
Luksusowy jacht Stella Maris

Luksus (łac. luxus „zbytek, nadmiar, przepych”) – termin opisujący kategorię dóbr materialnych, bądź usług wyróżniających się wysoką ceną, wysoką jakością wykonania oraz trudną dostępnością dla odbiorcy. Produkty luksusowe adresowane są do wąskich grup społecznych, należą do produktów oraz usług ekskluzywnych.

## Geneza terminu
Słowo luksus pochodzi z łaciny (luxus) i oznacza „zbytek, nadmiar, przepych”. Korzenie samego terminu mają pochodzenie indo-europejskie i określały „wypaczenie”. Początkowo termin odnosił się do zjawisk, które naruszały porządek, były odchyleniem od normy. Trudno więc szukać w nim jakichkolwiek konotacji pozytywnych. 
W czasach starożytnych, słowem luksus opisywano czynności związane z kobiecą „toaletą”. 

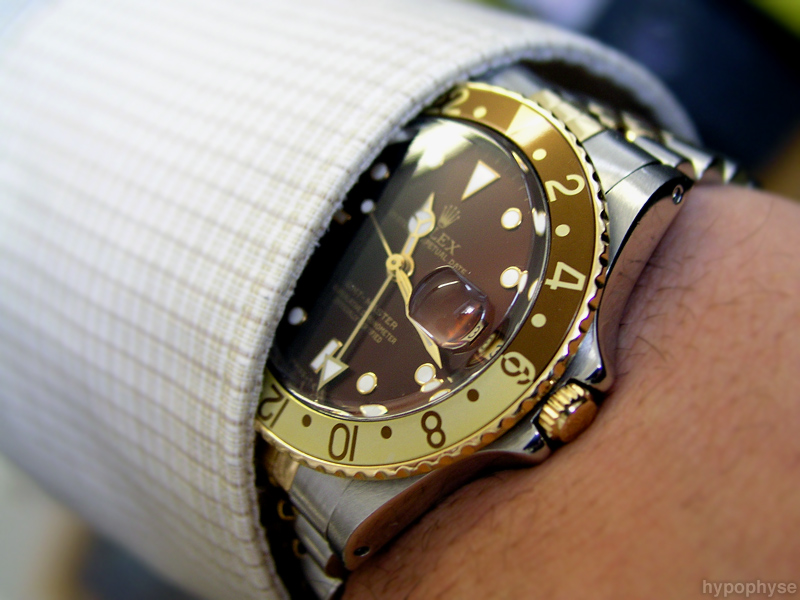
Kosztowny zegarek naręczny Rolex

## Ewolucja terminu
Francuski pisarz - Jean de La Fontaine - określał luksusowym to, co nierozerwalnie wiąże się nie tylko z czystością, ale i delikatnością. Wraz z biegiem czasu i przemianami społeczno-gospodarczymi, etymologia słowa uległa zmianie. Słowo „luksus”, bądź „luksusowy” zaczęto utożsamiać z bardzo drogimi produktami. 
W książce Bóg, kasa i rock'n'roll Marcin Prokop i Szymon Hołownia definiują luksus stwierdzeniem: „luksus jest tym, za co płacisz więcej niż jest w istocie warte". 
Rzeczom luksusowym zaczęto nadawać znaczenie czegoś wartościowego, rzadkiego i drogiego. Używano go także w odniesieniu do stylu życia ich użytkowników, które mówiło o ich bogactwie, ostentacyjnym stylu życia oraz sile. Innym wartościami, jakie zaczęto przypisywać dobrom luksusowym były uwodzenie oraz elitaryzm. Określenia te odnosiły się do wartości związanych z pozycją społeczną użytkownika i jego prestiżem. Ostatnią z wartości nadaną luksusowi jest hedonizm. Jean-Paul Sartre w swoim dziele Byt i nicość (1943) napisał: „Luksus nie stanowi o jakości obiektu, ale jakość posiadania”.

## „Luksus” współcześnie
Współczesna definicja luksusu różni się od tradycyjnej koncepcji, stanowiąc historyczną ewolucją terminu

"Tradycyjny luksus wyrażał się w wyjątkowym lub kunsztownym artystycznym wykonaniu i drogich materiałach. Trudno powiedzieć czym jest luksus w nowoczesnym znaczeniu tego słowa, zwłaszcza że luksus i nowoczesność nie idą z sobą w parze. Luksus jest elitarny i przypuszczalnie polega na pielęgnowaniu tradycji lub przynajmniej odwołaniu się do niej. Współczesna retoryka natomiast podpowiada, że nowoczesność jest egalitarna, demokratyczna i inkluzywna. Współczesny luksus polega na poszukiwaniu nowych, trudnych do wykonania rzeczy. Może chodzić o użycie większej liczby materiałów niż to konieczne, lub też o ukrycie szwów w garniturze.”

Luksus to miliony niezwykle złożonych niuansów, specyficzne procesy projektowania i wytwarzania, ale przede wszystkim czas poświęcony dla dojścia do prawdy o nim!”